# Якубов, Семён Семёнович
Семён Семёнович Якубов (род. 17 июля 1947, Курган) — советский и российский инженер-конструктор и спортсмен-автогонщик, топ-менеджер КАМАЗа с 1976 года, основатель автогоночной команды «КАМАЗ-мастер», основатель международного ралли-рейда «Шелковый путь», 5-кратный победитель Ралли Дакар в качестве штурмана в экипаже Владимира Чагина. Лауреат Государственной премии, Заслуженный мастер спорта России, Мастер спорта международного класса, Заслуженный тренер России, Заслуженный мастер спорта Республики Татарстан, Заслуженный тренер Республики Татарстан. Двукратный обладатель Кубка Мира, пятикратный победитель ралли «Дакар», чемпион России по ралли-рейдам.

## Биография
Семён Семёнович Якубов родился 17 июля 1947 года в городе Кургане Курганской области.
Окончил Курганский машиностроительный институт [1] по специальности инженер-конструктор. Начал трудовую деятельность на Курганском машиностроительном заводе в должности мастера сборочного цеха, затем стал заместителем начальника цеха испытаний боевой машины пехоты (этот опыт впоследствии пригодился при создании спортивных машин).
В 1976 году переехал в город Набережные Челны, где участвовал в строительстве КамАЗа. В 1976 году — начальник цеха сборки и испытаний, а с 1977 года по 1980 — начальник Производства Завода двигателей. Первая присужденная государственная награда — Орден «Знак Почета» в 1981 году за пуск второй очереди КАМАЗа в качестве главного инженера Автосборочного завода ПО КАМАЗ.
В 1985 году — директор строящегося завода двигателей ПО КАМТЗ в Елабуге. В 1987 году, по рекомендации Отдела промышленности ЦК КПСС, назначен директором Научно—технического центра ПО КАМАЗ, где и работал до 1995 года, завершив начатое строительство Центра. С 1996 года советник генерального директора ОАО «КАМАЗ» по развитию. Одновременно с основной работой создал при поддержке руководства КАМАЗа в 1988 году спортивную команду, получившую название «КАМАЗ-мастер». С 1995 года, завершив становление НТЦ КАМАЗа, стал руководителем спортивной команды. В 2004 году добился разрешения на строительство спортивно-технической базы команды, участвовал в проектировании.
На Ралли Дакар 2007 года грузовик Чагина, Якубова и Савостина при обгоне одного из джипов в условиях фактически нулевой видимости наткнулся на груду камней и перевернулся. Кузов КамАЗа оторвало, кабину сплющило, каркас безопасности смялся. Чагин получил сильнейшее сотрясение мозга и оказался зажатым в искорёженной кабине. Савостин получил компрессионный перелом позвоночника. Якубов сломал руку, повредил шею и колено, но по прибытии врачей, отказался от эвакуации и остался на месте аварии около автомобиля. Утром организовал транспортировку машины в ближайший порт и доставку в Россию.
С 2009 года Якубов возглавил организацию нового международного ралли «Шелковый путь».

## Галерея

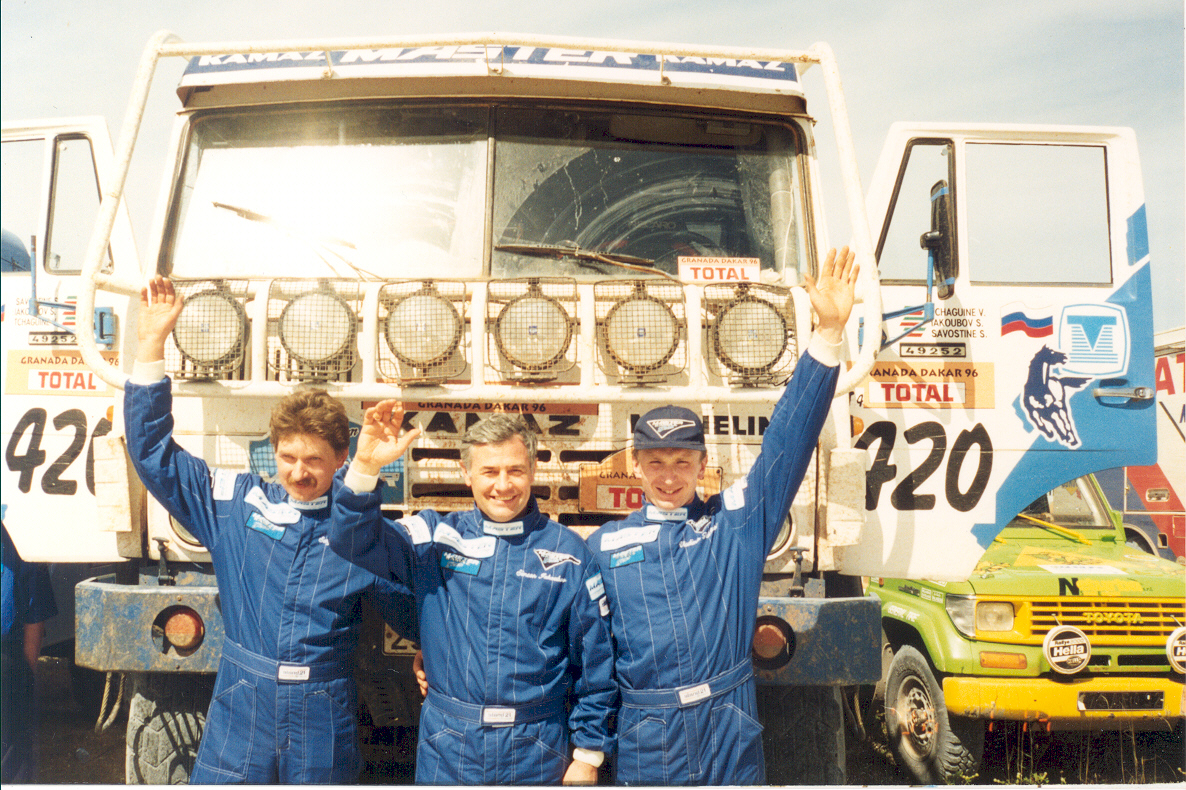
Экипаж Владимир Чагин, Семен Якубов и Сергей Савостин, 1996 год
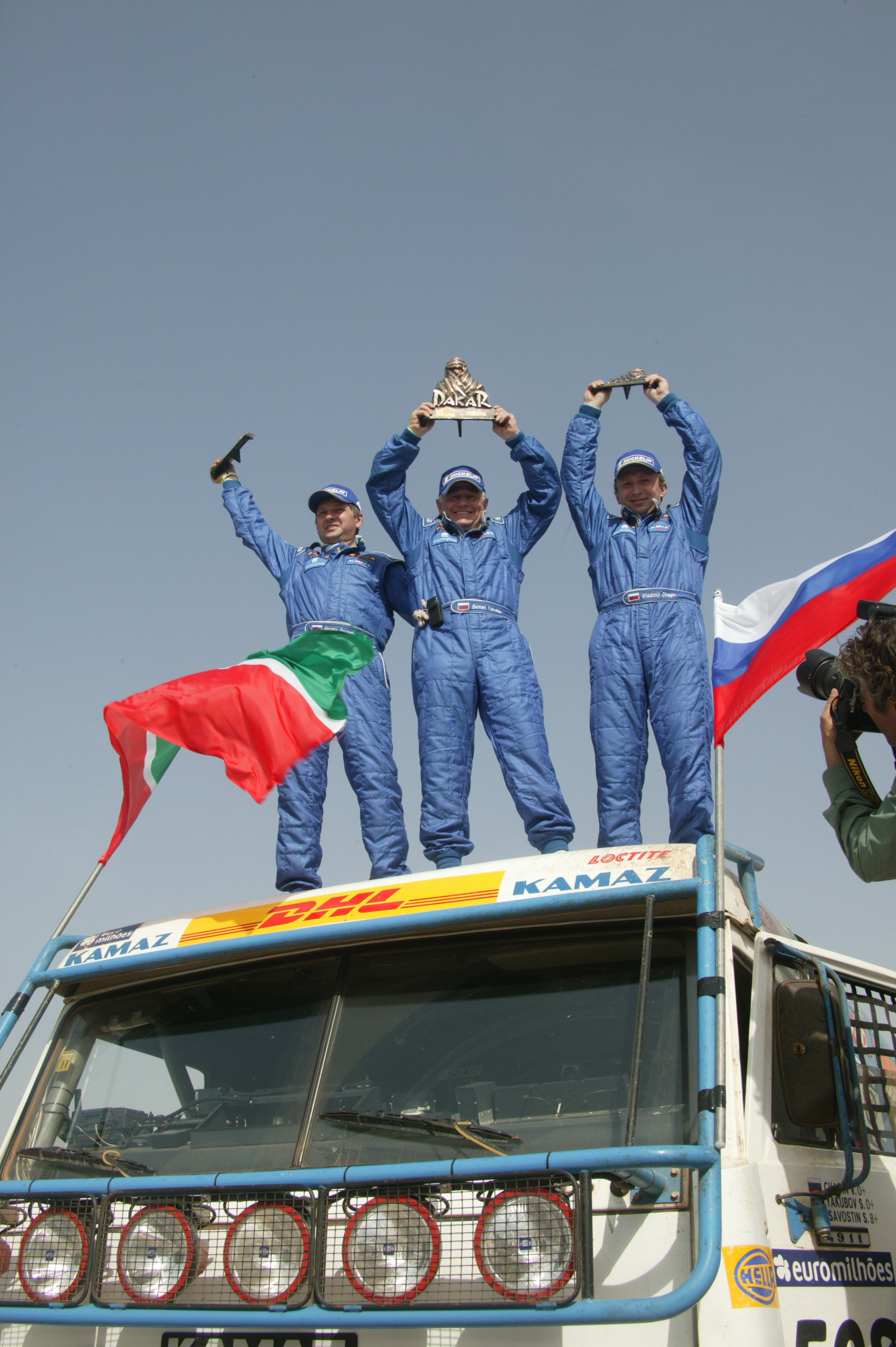
Победа на ралли «Дакар-2006» прошедшему по маршруту Лиссабон - Дакар
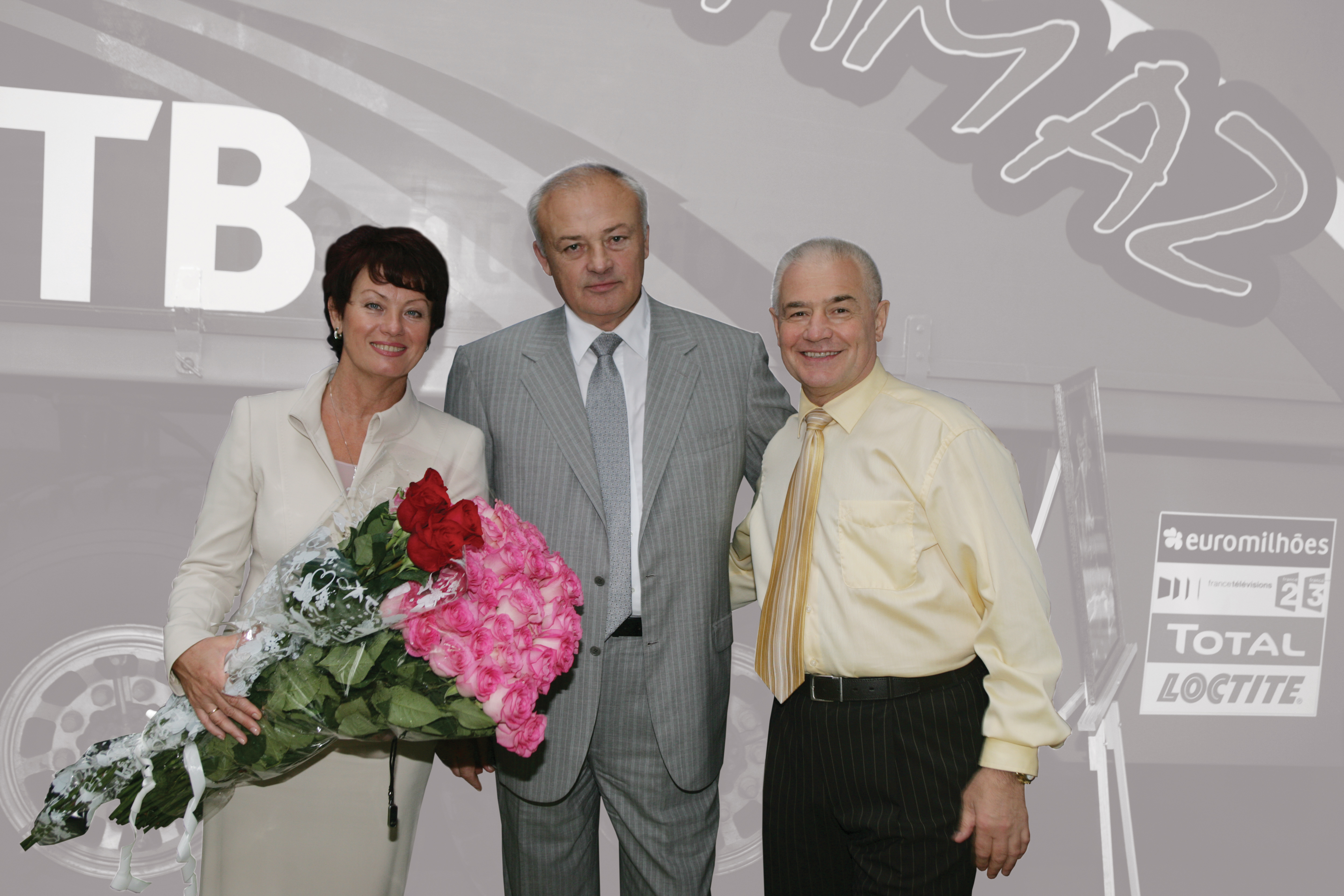
С Генеральным директором (1987—1997 гг.) ОАО КАМАЗ Николаем Ивановичем Бехом, 2007 год
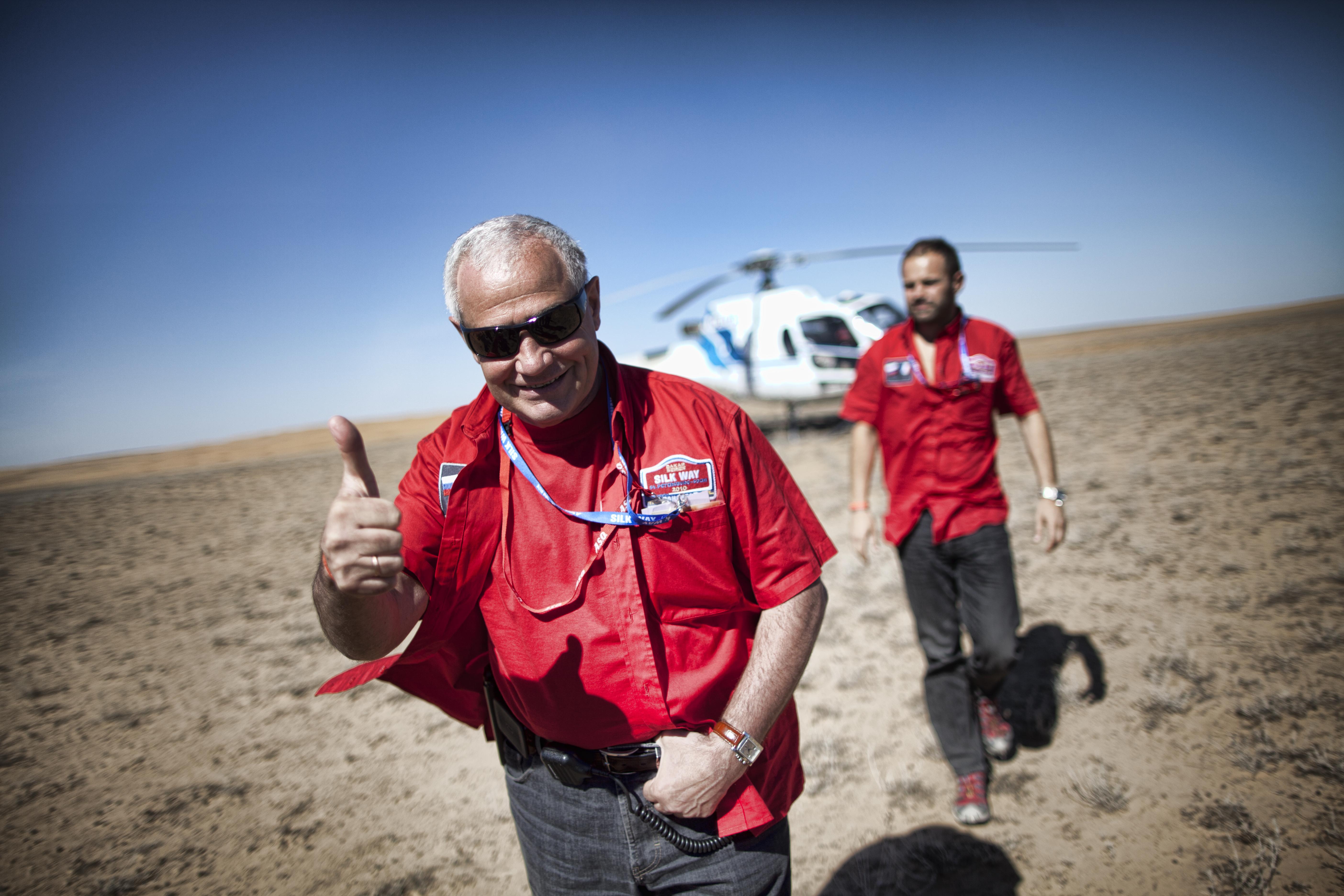
Организатор ралли «Шелковый путь» Семен Якубов, 2010 год

## Спортивные достижения
- Участник Ралли Дакар 1990, 1991, 1992, 1994, 1995, 1996, 1998, 1999, 2000, 2001, 2002, 2003, 2004, 2005, 2006, 2007, 2009, 2010, 2011, 2012
- Участник Ралли Париж — Пекин 1992
- Участник Мастер-Ралли 1995, 1997
- Участник Ралли «Казачий круг» 2006

- Призёр Ралли Тунис 1997
- Призёр Ралли Дакар 1999
- Призёр Ралли «Дезерт Челендж» 2000

- Победитель Мастер-Ралли 1996
- Победитель Ралли «Дезерт Челендж» 1999, 2001, 2002
- Победитель Ралли Дакар 2000, 2002, 2003, 2004, 2006
- Победитель «Баха Италия» 2000
- Победитель Ралли Тунис 2000
- Победитель Ралли «Тихий Дон» 2003
- Победитель Ралли «Калмыкия» 2005

- Обладатель Кубка Мира по внедорожным ралли 1996, 2000

- Чемпион России

## Награды и звания
- Орден «За заслуги перед Отечеством» IV степени, 7 июня 2010 года
- Орден Мужества № 497732, 15 марта 2005 года[2]
- Орден Почёта № 377899, 23 июля 2001 года
- Орден Дружбы № 184877, 19 октября 1996 года
- Орден Трудового Красного Знамени № 040284, 12 апреля 1991 года
- Орден «Знак Почёта» № 414546, 14 сентября 1981 года
- Медаль «В память 1000-летия Казани», 30 июня 2005 года
- Государственная премия Российской Федерации в области литературы и искусства (2000), за разработку и реализацию дизайн-системы «КАМАЗ-мастер»
- Благодарность Президента Российской Федерации, за успешную подготовку команды «КАМАЗ-мастер», добившейся высоких спортивных результатов в ралли «Дакар-2011», 2 марта 2011 года
- Орден «За заслуги перед Республикой Татарстан», 23 января 2009 года
- Медаль «За доблестный труд» (Татарстан), 20 января 2006 года
- Заслуженный мастер спорта России, 6 февраля 2003 года
- Мастер спорта России международного класса по автомобильному спорту, 30 октября 1999 года
- Заслуженный тренер России, 6 февраля 2003 года
- Заслуженный мастер спорта Республики Татарстан
- Заслуженный тренер Республики Татарстан по автомобильному спорту, 26 июня 1996 года
- Звание «Заслуженный машиностроитель Республики Татарстан», 9 марта 2011 года
- Почётный знак Российской Академии Наук «За заслуги в развитии науки и экономики»
- Почётный знак «За заслуги в развитии физической культуры и спорта», 22 июня 2007 года
- Знак «За заслуги в развитии физической культуры и спорта Республики Татарстан», 5 марта 1999 года
- Знак Министерства обороны Российской Федерации «За образцовую эксплуатацию автомобильной техники», 18 января 2006 года
- Медаль «Лауреат ВВЦ», 18 ноября 2004 года
- Национальная премия России «Серебряный Лучник», награждены Якубов С. С. и Якубова О.И, за творческий вклад в разработку и реализацию кампании по завоеванию симпатий и мирового продвижения марки
- Национальная общественная премия России «Золотая колесница»
- Лауреат премии Владимира Высоцкого «Своя колея» за 2004 год с вручением памятной золотой медали, 21 января 2005 года
- Благодарственное письмо Президента Республики Татарстан, дважды: 2007 год, 2012 год
- Благодарственное письмо Кабинета министров Республики Татарстан, 2012 год
- Звание «Почётный гражданин г. Набережные Челны», 12 февраля 2001 года
- Знак отличия «За заслуги перед городом Набережные Челны», 17 июля 2007 года
- Почётная грамота Министерства автомобильного и сельскохозяйственного машиностроения, За высокие результаты, достигнутые в ралли Париж-Дакар и проявленные при этом высокие профессиональные навыки, мужество и мастерство, 7 февраля 1991 года
- Почётная грамота Республики Татарстан, За личный вклад в развитие отечественного автомобилестроения и достижение высоких спортивных результатов в ралли «Париж-Дакар-99», 4 марта 1999 года
- Почётная грамота государственного комитета Республики Татарстан по физической культуре, спорту и туризму, команде За заслуги в развитии физ. культуры, спорта и туризма в Республике Татарстан, 5 мая 1999 года
- Почётная грамота мэра города Набережные Челны, За высокие спортивные достижения на международной арене и большой вклад в развитие автомобильного спорта, 5 марта 1999 года
- Благодарственное письмо премьер-министра Республики Татарстан, за большой вклад в развитие а/м спорта в Республике Татарстан и высокие достижения на м/нар ралли-марафонах членам команды «КАМАЗ-Мастер», 25 марта 2004 года
- Победитель социалистического соревнования, 1973, 1977, 1979 годов
- Медаль Центра международной торговли и научно-технических связей с зарубежными странами, За выдающиеся успехи, показанные на международном ралли-марафоне «Париж-Дакар 91», за плодотворное сотрудничество, 8 февраля 1991 года
- Почетная грамота ОАО «КамАЗ», за долголетний добросовестный труд и в связи с 50-летием со дня рождения, 1997 год
- Почётная грамота ОАО «КАМАЗ», за большой вклад в создание и успешное проведение испытаний образцов а/м техники, достижение высоких спортивных результатов в м/народном ралли-марафоне «Париж-Дакар-Каир-2000», 2000 год
- Почётная грамота ОАО «КАМАЗ», 2006 год[3]
- Почётная грамота ОАО «КАМАЗ», 2007 год
- Действительный член Международной Академии наук о природе и обществе по отделению «Художественный и индустриальный дизайн», избран 9 января 2002 года (член-корреспондент с 11 января 2001 года), награждён почетным знаком Академии «За заслуги в развитии науки и экономики» (2001 год) и памятной медалью Академии "За заслуги в деле возрождения науки и экономики России «ПЕТР I»

## Семья
Жена Ольга Ивановна (урожд. Литвиненко-Вильмсен, род. 28 декабря 1953), художник-дизайнер; создатель фирменного стиля ПАО «КАМАЗ» и команды «КАМАЗ-мастер».
Трое сыновей.

## Фильмы
- Семен Якубов — Курс Личности, 2008 г Архивная копия от 6 апреля 2017 на Wayback Machine
- Семен Якубов. Штурман по жизни Фильм Лилии Вьюгиной, 2012 Архивная копия от 6 апреля 2017 на Wayback Machine
- Груз победы, 2009 год, режиссер Роман Газенко Архивная копия от 6 апреля 2017 на Wayback Machine
- КАМАЗ-Мастер. Русский Дакар. По ту сторону медали. Реж. О. Клочков, В. Луцкий, 2005 г Архивная копия от 6 апреля 2017 на Wayback Machine
- Семен Якубов. Дорогою мечты. Реж. Г. Филичкина, 2012 г. Архивная копия от 6 апреля 2017 на Wayback Machine

- Шелковый путь: сделано с любовью. Реж. Г. Филичкина, 2012 Архивная копия от 6 апреля 2017 на Wayback Machine